# Шиншила (порода кролів)
Шинши́ла — високопродуктивна порода великих кролів. Свою назву ці кролики одержали завдяки коштовному, пухнатому й дуже гарному хутру, що нагадує хутро шиншили, що мешкає у високогірних районах Південної Америки. Розводять їх, як правило, для одержання м'яса й хутра. Іноді вибирають для декоративного утримання.

## Історія
Породу вивели у Франції шляхом селекції дикого кроля, російського горностаєвого і баверенівського кролика. На загал цей вид був виставлений 1913 року в Парижі. І вже за декілька років він поширився в Англії, в Нідерландах, а ще через п'ять — у Німеччині. У Великій Британії кролям шиншила додали ваги й розміру, схрестивши їх з гігантським кроликом. Так, вухаті тварини цієї породи замість пари кілограмів почали важити чотири і більше.

## Біологічні характеристики
Довжина тіла дорослої особини становить приблизно 60-65 см, обхват грудей 38-40 см. Спина кролів витягнута, голова невелика із середніми прямостоячими вухами, груди глибокі, а стегна закруглені. Конституція тіла міцна, а кісткова система добре розвинена. Розміри великі, а маса дорослої особини може досягати 5-6 кг. (деякі особини до 7-8 кг).

## Хутро

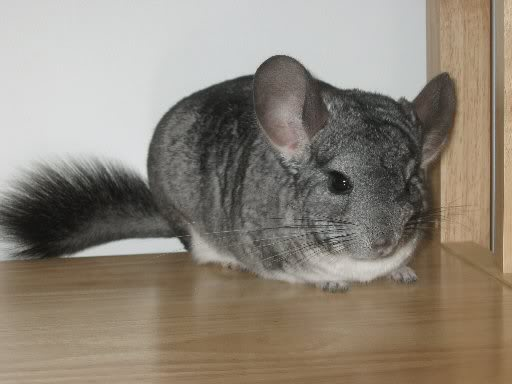
Хутро кролів цієї породи нагадує хутро шиншил

Дуже м'яке й пухнасте хутро оригінального сріблясто-блакитнуватого забарвлення. На животі й навколо очей прослідковуються білі вкраплення, а на вухах і верхній частини хвоста чорна облямівка. Неоднорідне забарвлення є відмітною ознакою породи. Хутро коштовне й користується великим попитом.